# Toribio Rodríguez de Mendoza
Alejandro Toribio Rodríguez de Mendoza (Chachapoyas, 15 de abril de 1750 - Lima, 12 de junio de 1825) fue un sacerdote y educador peruano. Fue rector del Real Convictorio de San Carlos, donde realizó grandes reformas, favoreciendo el estudio de las matemáticas, física y astronomía y propugnando la creación de nuevas asignaturas referentes a la historia y geografía del Perú. Difundió a la vez los principios filosóficos liberales de la Ilustración e influyó mucho en la mentalidad de sus alumnos, varios de los cuales se convirtieron luego en líderes de la emancipación. Es considerado como un precursor ideológico de la independencia del Perú, y lo es efectivamente en el sentido profundo de sembrador de ideas que, en su desarrollo, conducirían a la independencia.
Se incorporó a la Sociedad de Amantes del País y colaboró en el Mercurio Peruano, periódico que difundió las ideas liberales y tuvo un papel importante en la formación de la conciencia nacional.

## Biografía
Fue hijo del maestro de campo Santiago Rodríguez de Mendoza y Hernani de Arbildo y de la señora Juana Josefa Collantes García de Perea. Fue bautizado el 18 de julio de 1750 en la Iglesia Parroquial de Nuestra Señora de Belén de Chachapoyas.
Estudió gramática y latinidad en el Seminario de San Carlos y San Marcelo de Trujillo. En 1766, merced a una beca de paga, pasó al Seminario de Santo Toribio de Lima, donde se graduó en Artes. Durante el tiempo que duró sus estudios, dicho seminario estuvo regido sucesivamente por Agustín de Gorrichátegui y Baltasar Jaime Martínez de Compañón.
En la Universidad Mayor de San Marcos se graduó de licenciado y doctor en Teología (1770). Al fundarse al año siguiente el Real Convictorio de San Carlos, el virrey Manuel de Amat y Junyent lo convocó para que formara parte del cuerpo docente del flamante centro de estudios, siendo nombrado profesor de Filosofía y Teología. En reconocimiento a sus méritos, fue designado para la cátedra de Maestro de las Sentencias en San Marcos (1773). Luego recibió las órdenes menores y el presbiterato (1778).
En San Marcos se graduó de bachiller en Sagrados Cánones el 16 de abril de 1779 y se recibió de abogado ante la Real Audiencia de Lima, el 5 de junio del mismo año.
Por oposición obtuvo un curato en Marcabal, un remoto pueblo en la serranía de Trujillo (1780), pero algunos años después fue llamado para que asumiera como vicerrector del Convictorio de San Carlos (1785), debido a que este centro de estudios había tenido un estancamiento. Por su labor eficaz, en 1786 pasó a ejercer el rectorado interino y en 1788 el titular, que conservó varias décadas hasta renunciar en 1817, en plena efervescencia revolucionaria. Para desarrollar su labor educativa contó con el apoyo del vicerrector Mariano de Rivero y Araníbar y del presbítero José Ignacio Moreno. Recibió también el apoyo externo de José Baquíjano y Carrillo, que donó su biblioteca.
En 1790 se incorporó como miembro de la Sociedad de Amantes del País, la misma que fundó el célebre Mercurio Peruano.
En 1793 asumió sucesivamente como catedrático de Artes y de Prima de Escritura, en la Universidad de San Marcos. Introdujo allí mejoras en el plan de estudios, cambiando la vieja rigidez del escolasticismo por las nuevas corrientes de la Ilustración.

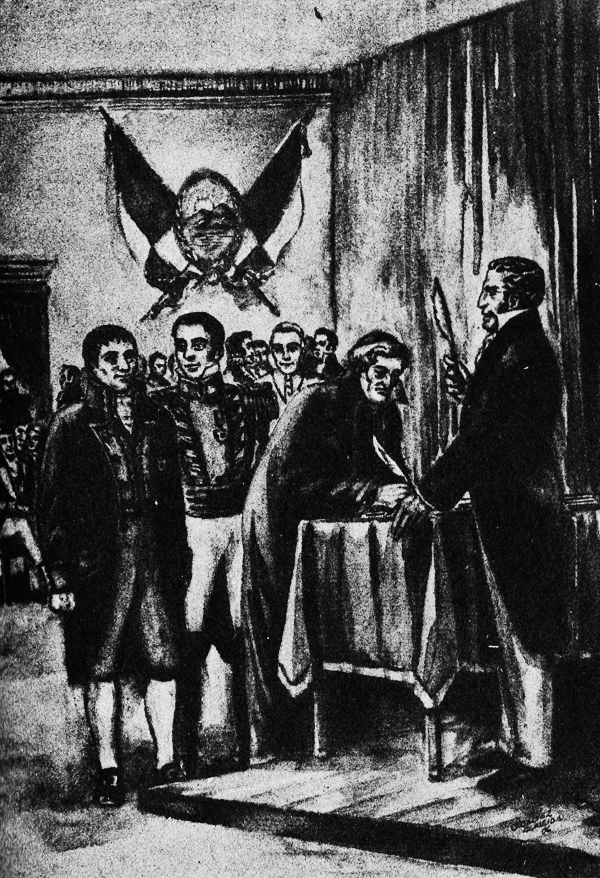
Grabado que representa a Toribio Rodríguez de Mendoza firmando el Acta de la Independencia del Perú.

El 30 de junio de 1801 fue elegido vicerrector de la Universidad de San Marcos. Cuando estalló en América la revolución juntista y se desató desde el Perú la represión absolutista encarnada por el virrey José Fernando de Abascal, el Convictorio de San Carlos estuvo en la mira de las autoridades virreinales, al estar sindicado como proclive a las ideas libertarias. El virrey ordenó la visita de dicho centro de estudios, la misma que estuvo a cargo del oidor Manuel Pardo Ribadeneira. Temiendo su inevitable destitución, Rodríguez de Mendoza presentó su renuncia al rectorado el 13 de mayo de 1817.
Rodríguez de Mendoza se dedicó entonces a los deberes propios de su canonjía teologal, que había obtenido en 1814. Pero pronto vio cristalizarse sus ideales patrióticos, cuando el ejército libertador ocupó Lima en julio de 1821. Fue uno de los primeros en firmar el Acta de la proclamación de la Independencia, el 15 de julio de 1821, en Lima.
Instalado el gobierno del Protectorado del general José de San Martín, asumió la presidencia de la Junta Eclesiástica de Purificación. Fue asociado a la Orden del Sol y a la Sociedad Patriótica en 1822.
Fue elegido diputado por La Costa (departamento que al año siguientes sería disuelto y cuyas provincias se incorporarían al departamento de Lima), y le correspondió presidir las sesiones preparatorias del Primer Congreso Constituyente del Perú de 1822. Tuvo la alegría de ver como diputados a 35 de sus antiguos alumnos.
Todavía tuvo que sufrir las vejaciones de los realistas, cuando en marzo de 1824 estos reocuparon temporalmente Lima y le impusieron un cupo de 1,000 pesos, que por su pobreza no pudo pagar. Y consolidada la independencia fue nombrado decano del Colegio de Abogados de Lima y rector de la Universidad Mayor de San Marcos, en cuyo ejercicio falleció en 1825.

## Precursor ideológico de la Independencia

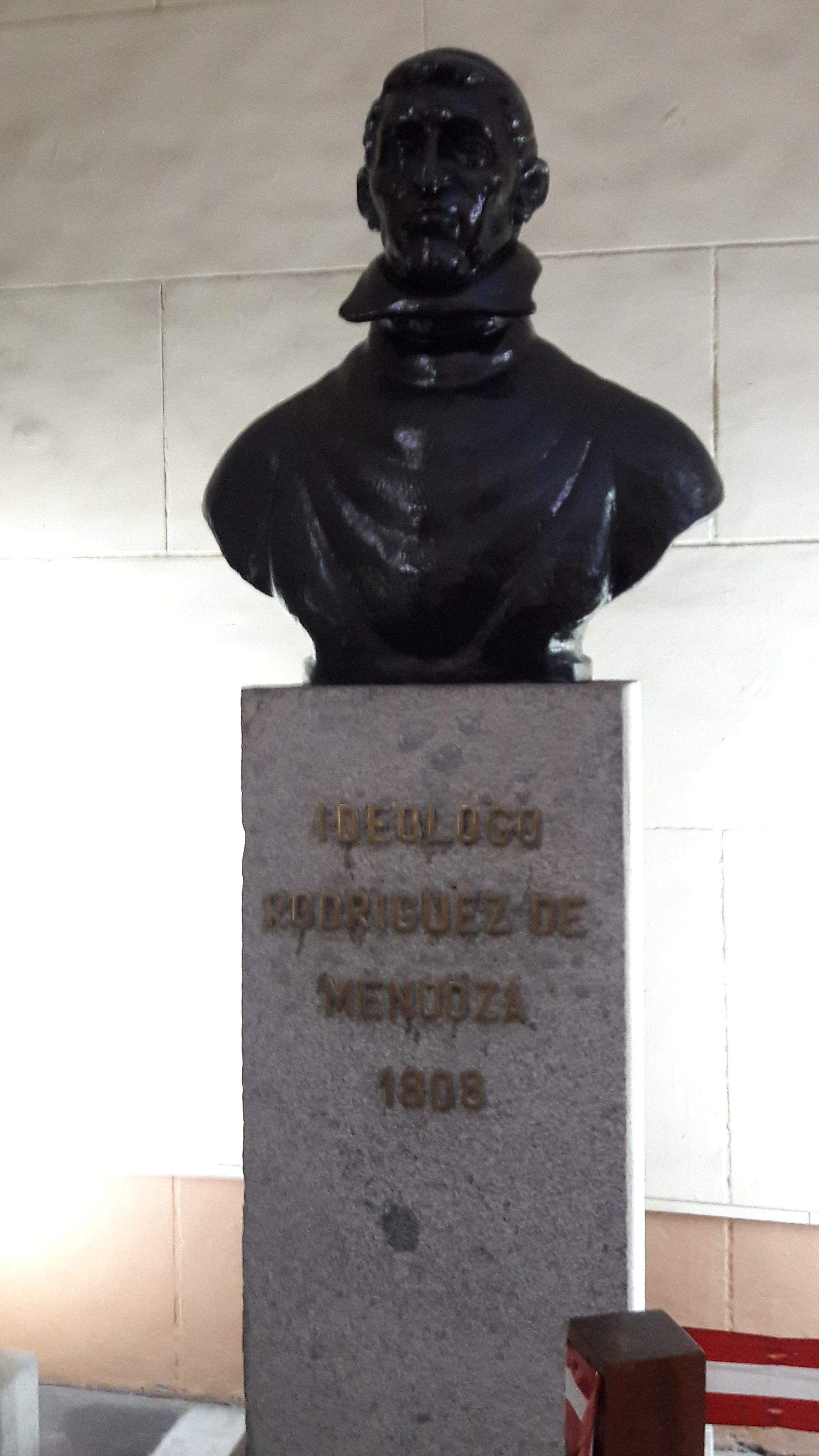
Efigie de Rodríguez de Mendoza en el Panteón de los Próceres en Lima.

Su labor como precursor está íntimamente ligada a la tarea docente que realizó durante varias décadas al frente del Real Convictorio de San Carlos, como educador de la juventud criolla, a la que forjó intelectualmente bajo los principios liberales. Muchos de sus alumnos se convirtieron luego en próceres de la emancipación. Entre ellos destacamos a Manuel Lorenzo de Vidaurre, Francisco Javier Mariátegui, José Faustino Sánchez Carrión, Manuel Pérez de Tudela, entre otros.
En el Convictorio empezó a hacer una notable reforma educativa. Modernizó el sistema de enseñanza atacando el viejo método memorístico y dándole paso a la comprensión; el alumno debía leer para comprender, no para repetir mecánicamente. Reforzó los estudios de ciencias naturales y de física, para lo cual pidió a la corte materiales y laboratorios que nunca llegaron, impulsó la enseñanza de las matemáticas, y propugnó la creación de nuevas asignaturas que estudiasen al Perú: "¿qué razón hay para ignorar la Geografía y la Historia del suelo que pisamos?", escribió. Al respecto, sostuvo enfáticamente que:

"Es muy feraz el suelo americano y encierra un inmenso tesoro no conocido: y cuántos hallazgos no se harán así en los objetos propios de la Historia Natural, o como en la Geografía del Reino con las facilidades que ministren la Física y las Matemáticas, la falta de estos conocimientos ha formado hasta el día un obstáculo invencible al progreso de esos dos ramos y otros de igual importancia".

El maestro Rodríguez de Mendoza educó también a sus alumnos en los nuevos principios políticos y filosóficos surgidos en la Europa liberal. Comprendiendo avizoradamente que la independencia era inevitable, se preocupó por formar una clase dirigente peruana, que debía trabajar por el bien del país y de servirlo patrióticamente. Uno de los puntos capitales que enseñó a sus alumnos criollos fue que los indios eran sus hermanos, que los hombres eran todos iguales y que por encima de la diversidad racial estaba el nombre del Perú:

"[...] los indios por fin son elevados a la dignidad de hombres...Los primeros resultados serán la unidad del idioma y al fin la recíproca amistad nacida de la igualdad que pone a cubierto de la oprecsión".
Toribio Rodríguez de Mendoza, 1813

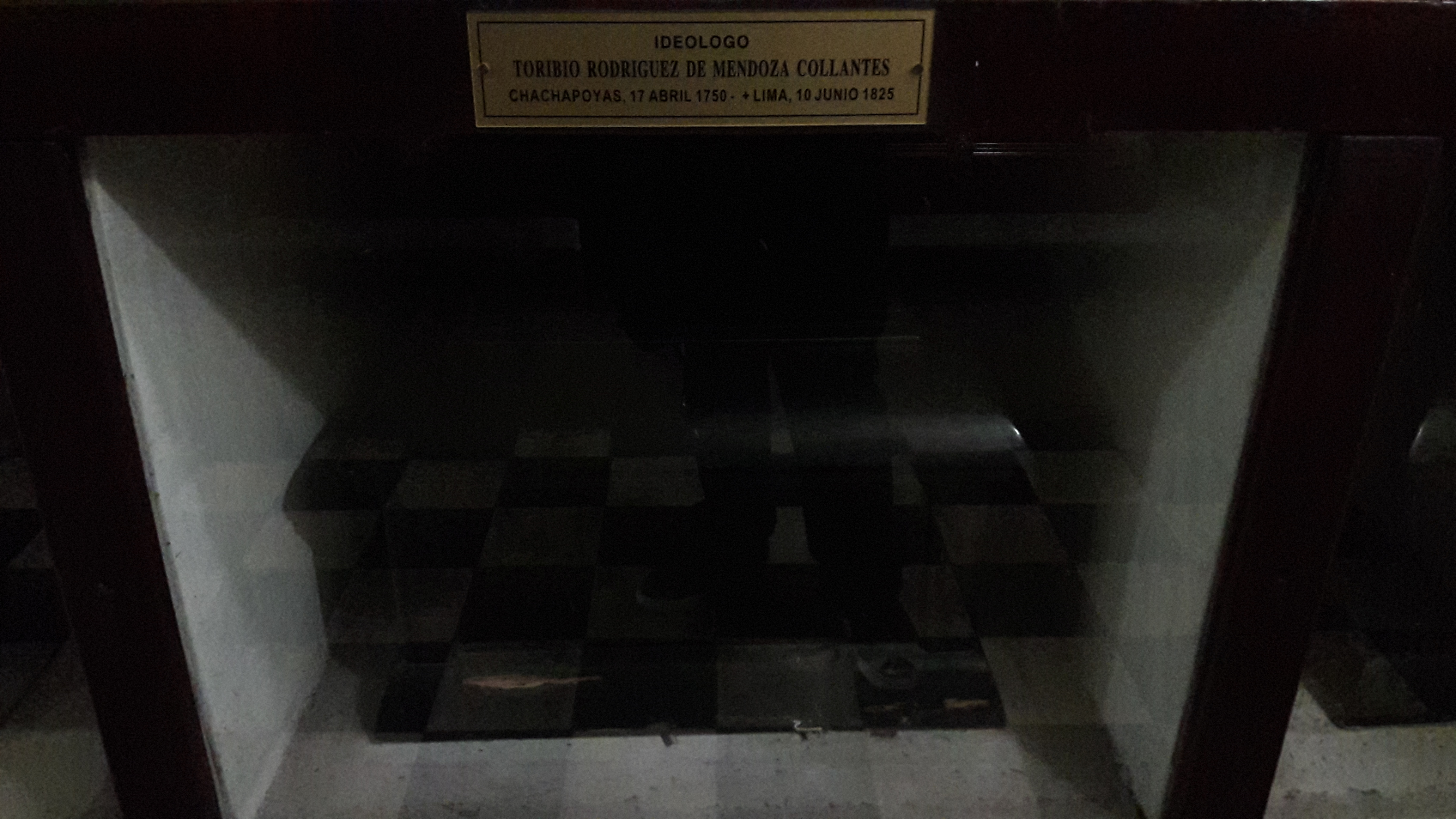
Sus restos reposan en el Panteón de los Próceres en Lima.

Ya anciano, tuvo la alegría de ver a 35 de sus antiguos alumnos carolinos como diputados del Primer Congreso del Perú, cuyas sesiones preparatorias él mismo presidió. Como síntoma elocuente de las ideas inculcadas por el viejo maestro, estos diputados firmaron un Manifiesto que decía a la letra:

"A los Indios de las provincias interiores. Nobles hijos del sol, amados hermanos, a vosotros virtuosos indios [...] y no os asombre que os llamemos hermanos: lo somos en verdad, descendemos de los mismos padres, formamos una sola familia [...]"

Citemos finalmente la "Gaceta del Gobierno" del 23 de agosto de 1823, para comprobar la alta consideración en que se le tenía, pues al referirse a él se le trata de:

"[...] anciano venerable a quien la juventud limeña es deudora de su educación y luces y lo respeta como a su mentor y maestro"
La "Gaceta del Gobierno", 23 de agosto de 1823#GGC11C

## Obras escritas
- De theologiae preambulis atque locis selectis (1811), en colaboración con Mariano de Rivero y Araníbar. Fue reeditada en castellano por Luis Antonio Eguiguren, en 1951.
- Defensa de la carta publicada… sobre la devoción al corazón de María Santísima (1813).

| Predecesor: José Mariano de Aguirre | Rector de la Universidad de San Marcos 1824 - 1825 | Sucesor: Miguel Tafur y Zea |